# Ле Торе (Латина)
Ле Торе је насеље у Италији у округу Латина, региону Лацио.
Према процени из 2011. у насељу је живело 88 становника. Насеље се налази на надморској висини од 48 м.